# Syringius syrinx
Syringius syrinx är en insektsart som beskrevs av Dlabola 1961. Syringius syrinx ingår i släktet Syringius och familjen dvärgstritar. Inga underarter finns listade i Catalogue of Life.